# Герцог Фернан Нуньес

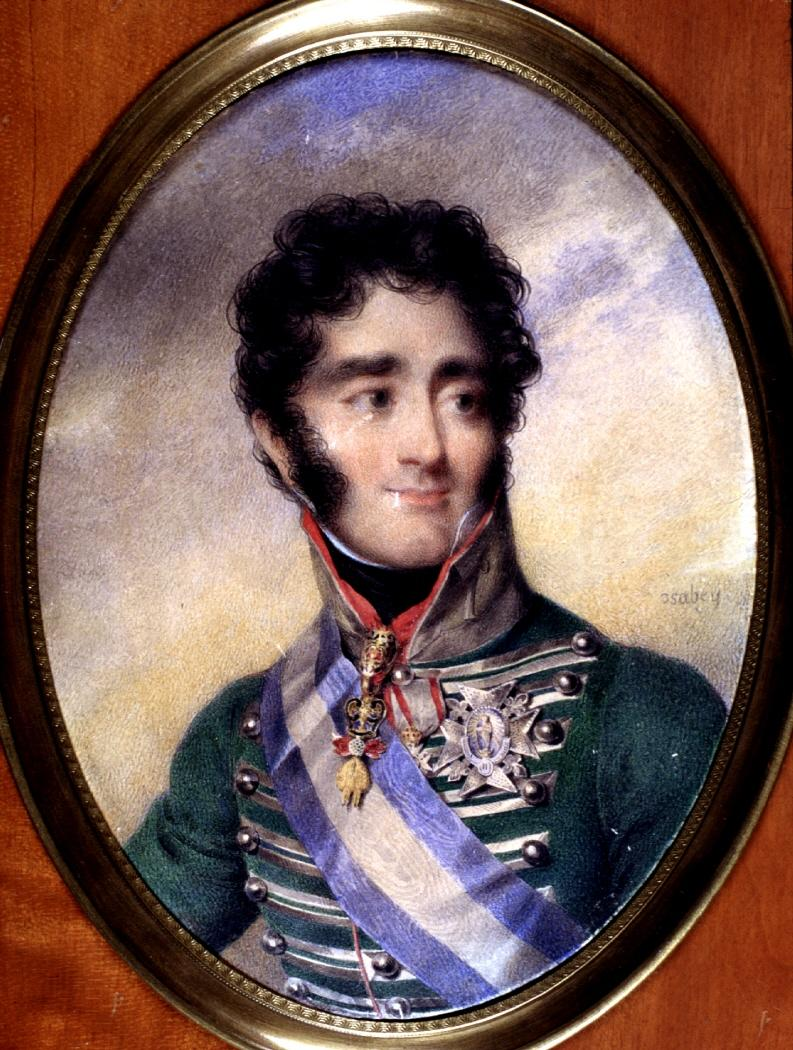
Карлос Гутьеррес де лос Риос, 1-й герцог де Фернан Нуньес, герцог-консорт де Монтельяно, портрет Жана-Баптиста Изабе.

Герцог де Фернан Нуньес — испанский аристократический титул. Он был создан 23 августа 1817 года королем Фердинандом VII для Карлоса Гутьерреса де лос Риоса и Сармьенто де Сотомайора (1779—1821), 7-го маркиза де Кастель-Монкайо, 5-го маркиза де Аламеда и 7-го графа де Фернан Нуньес.
Титул графа де Фернан Нуньес был создан 16 апреля 1639 года, а 23 декабря 1728 года граф Фернан Нуньес получил титул гранда Испании.
Название герцогства происходит от названия муниципалитета Фернан-Нуньес в провинции Кордова (автономное сообщество Андалусия).

## Герцоги де Фернан-Нуньес
- Карлос Хосе Гутьеррес де лос Риос и Сармьенто де Сотомайор, 1-й герцог Фернан Нуньес (3 января 1779 — 27 ноября 1821), 7-й маркиз де Кастель-Монкайо, 5-й маркиз Аламеда, 11-й граф де Барахас, 4-й маркиз Вильянуэва-де-лас-Ачас. Был женат на Марии Висенте де ла Соледад Солис и Лассо де ла Вега, 6-й герцогине де Монтельяно, 6-й герцогине Арко, 12-й маркизе де Миранда-де-Анта, 7-й графине Сальдуэнье. Ему наследовала их дочь:
- Мария Франсиска Ассис Гутьеррес де лос Риос и Солис Виньякур, 2-я герцогиня де Фернан Нуньес (4 октября 1801 — 26 февраля 1836), 7-я маркиза де Понс, 7-я маркиза Кастель-Монкайо, 6-я маркиза де Аламеда, 12-я графиня де Барахас, 5-я маркиза Вильянуэва де Ачас. Она вышла замуж за Фелипе Марию Оссорио и де ла Куэва, 5-го маркиза де Ла Мина, 8-го графа Сервельон, граф Aрока, 12-го граф Эльда. Её преемницей стала её единственная дочь:
- Мария дель Пилар Осорио и Гутьеррес де лос Риос, 3-я герцогиня де Фернан Нуньес (10 октября 1829 — 1 сентября 1921), 7-я герцогиня Монтельяно, 5-я герцогиня Арко, 7-я маркиза де Аламеда, графиня Сервельон, 13-я графиня Эльда, 8-я маркиза де Кастель-Монкайо. В 1852 году она вышла замуж за Мануэля Фалько Д’Адда и Валькарселя, маркиза де Альмонасир. Её преемником стал её старший сын:
- Мануэль Фелипе Фалько и Осорио, д’Адда и Гутьеррес де лос Риос, 4-й герцог Фернан Нуньес (30 сентября 1856 — 8 мая 1927), 8-й маркиз Аламеда. Ему наследовал его старший сын:
- Мануэль Фалько и Альварес де Толедо, 5-й герцог де Фернан Нуньес (5 апреля 1897 — 8 декабря 1936), 9-й маркиз Аламеда. Ему наследовал его единственный сын:
- 1956 — настоящее время: Мануэль Фалько и Анчорена, 6-й герцог де Фернан Нуньес (род. 18 октября 1936), герцог де Бивона, маркиза де ла Мина, 10-й маркиз Аламеда, маркиза де Альмонасир, маркиза де Кастельново, маркиз де Миранда-де-Анта, граф Барахас, граф Сервельон, графа Анна, граф Молина де Эррера, граф Монтеэрмосо, граф Песуэла-де-лас-Торрес, граф Пуэртольяно, граф Сальдуэнья, граф Хигуэна и сеньор Игера-де-Варгас.